# Лоовы
Ло́о (абаз. Лау, русская форма: Лоовы) — абазинский княжеский род.

## Происхождение
Согласно самой распространённой теории происходит от абазгской царской династии Аносидов. В его названии отражено слово «Леон» — имя нескольких правителей Абхазского царства. Однородцы абхазских княжеских родов Ачба, Чаабалырхуа, Шат-Ипа и Чхотуа, грузинских — Мачабели (первого, пресекшегося дома), Чхеидзе и Абхази-Анчабадзе.

## Владения
До XIV века владели землями, в основном в Малой Абхазии. Самой известной и крупной их синьорией была усадьба в Лоо (ныне село в Лазаревском районе Сочи Краснодарского края). После XIV века вместе со своими крестьянами под давлением убыхов переселились на северный склон Главного Кавказского хребта, сформировав с несколькими другими княжескими родами этническую группу абазин — Тапанта, или «шестиродные». Тамга (общая с абхазскими князьями Ачба) — круг.
После переселения на северные склоны Кавказского хребта, Лоовы основали новые аула. Самые известные из них: Красный Восток на реке Куме (Гум), называвшийся до Советской власти Гвымлокт («Аул Лоовых на Куме»), Карачаево-Черкесия в Малокарачаевском районе; аул Кубина на реке Кубань, называющийся Кубиналокт («Аул Лоовых на Кубани»), Абазинский район КЧР.

## Известные представители
- Лоов, Мухаммед Гирей — российский военачальник.
- Лоов, Иналь Романович — российский историк, председатель Дворянского собрания Кабардино-Балкарии.